# Площа Урицького (станція метро)
«Пло́ща Ури́цького» — проєктована станція Харківського метрополітену. Буде розташована на Салтівській лінії метро, відразу за станцією «Історичний музей». За станцією планується будівництво станції «Жовтнева».
Заступник директора Департаменту будівництва і дорожнього господарства Харківської міської ради Анатолій Кравчук (на той час) повідомив 29 березня 2012 року, що подальше будівництво метро на Салтівському житломасиві буде можливим тільки після пуску станції «Площа Урицького». Це пов'язано з тим, що на станції «Історичний музей», де розташований тупик, обмежена можливість розвороту поїздів.